# 霍普韋爾森特 (紐約州)
霍普韋爾森特（英語：Hopewell Center）是位於美國紐約州安大略縣的非建制地區。

## 歷史
霍普韋爾森特的郵局於1857年設立，其後於1902年停運。

## 地理
霍普韋爾森特所處的海拔為高於海平面255米（即837英呎），而該地所採用的時區為UTC-5，即北美东部时区（EST）。同時該地設有夏令時間，為UTC-5調快一小時，即UTC-4（EDT）。